# Yenipazar (district, Bilecik)
Yenipazar is een Turks district in de provincie Bilecik en telt 3.952 inwoners (2007). Het district heeft een oppervlakte van 312,7 km².
De bevolkingsontwikkeling van het district is weergegeven in onderstaande tabel.
| 1997  | 2000  | 2007  |
| ----- | ----- | ----- |
| 5.728 | 4.916 | 3.952 |